# ヤーコプ・ブルクハルト
カール・ヤーコプ・クリストフ・ブルクハルト（Carl Jacob Christoph Burckhardt、1818年5月25日 - 1897年8月8日）は、スイスの歴史家、文化史家、文明史家。代表作『イタリア・ルネサンスの文化』で「ルネサンス」という言葉を広めたことで著名。

## 生涯

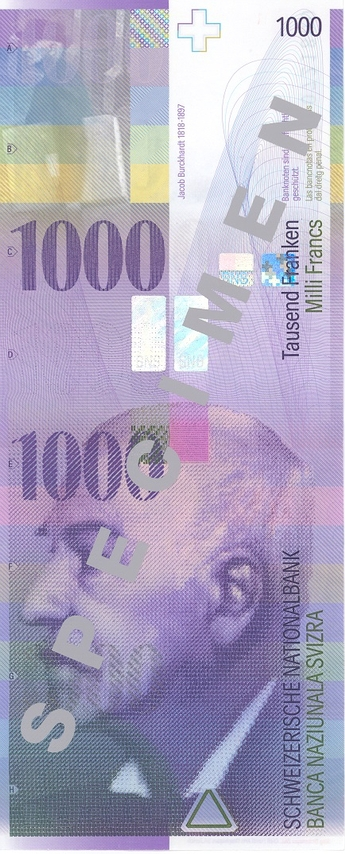
ブルクハルトの肖像を用いたスイス・フラン紙幣

バーゼルにある大教会の説教師の子として生まれる。はじめに神学を学ぶが後に歴史学に転じ、1840年からベルリンに滞在し、ランケ、ドロイゼン、ヤーコプ・グリムなどの大家に学ぶ。美術史家フランツ・クーグラー（de:Franz Theodor Kugler）の講義を聴いて深く啓発され、彼とは生涯にわたる親交を結んだ。1843年末にバーゼルで大学教授資格試験に通り、講師として歴史・美術史の講義を行い、かたわら「バーゼル新聞」の政治欄の記事を担当している。1846年に教職をなげうって「人間となるため」ローマへ行き、その間クーグラーが編集する『芸術史綱要』と『絵画史綱要』の仕事を委嘱されて一年ほどベルリンに滞在している。1848年春には、バーゼル大学からの員外教授としての招聘に応じた。
1869年から1879年までバーゼル大学で古典文献学を担当していた哲学者・ニーチェとは親交が深かった。ニーチェの注意を世界史に向けさせたのはブルクハルトであり、ニーチェは他への書簡でも「この隠者のように人と離れて生活している思想家」について尊敬の念をあらわし、ブルクハルトの友情に感謝している。
1872年にベルリン大学からランケの後任として招かれるが、この名誉ある申し出は丁重に断っている。「生粋のバーゼル人として」故郷に骨を埋めるつもりだったからである。晩年の三十年は「印税のために書かされたり、出版屋の下僕となって生きる」ことを嫌い、著作活動をやめ、教育活動に専念している。1893年に公務を完全に退き、その四年後に心臓病で亡くなった。Bene vixit, qui latuit（うまく隠れて生きた者こそ、よく生きた者だ）が、ブルクハルトのモットーだったという。
スイス・フラン紙幣（第8次紙幣）の最高額面1000フラン紙幣には、ブルクハルトの肖像が用いられていた。

## 方法
1842年にブルクハルトは「私にとって背景が主要な関心事である。そしてそれは文明史によって与えられる。私はそれに身を捧げようと思う」と書いている。「直観から出発することができない場合、私はなにもしない」とも。ブルクハルトの場合、直観は概念より優先されるし、歴史事象そのものよりも時代の雰囲気に関心を持つ。彼の情熱は芸術と学問の歴史、「選ばれたもの」「偉大なもの」に向けられていた。
卑俗なもの、打算を軽蔑していたので、統治の技術や制度にも興味を持たなかった。ブルクハルトはヘーゲルを嫌悪し、歴史哲学には関心がなく、体系を造る者ではなく、あまりにも個性的であったので学派も形成しない。後にイギリスの歴史家ジョージ・グーチは「一時代や一国民の心理を解釈しようと志した歴史家にして、彼の泉から深く飲まなかった歴史家があろうか」と述べている。

## 著作
- 『ベルギー諸都市の芸術作品』、1842年
- 『ケルン大司教コンラート・フォン・ホーホシュターデン』、1843年
- 『コンスタンティヌス大帝の時代　Die Zeit Constantins des Grossen』、1853年
  - 新井靖一訳（筑摩書房、2003年）※ - 副題「衰微する古典世界からキリスト教中世へ」
- 『チチェローネ　イタリアの美術品鑑賞の手引き　Der Cicerone』、1855年
  - 瀧内槙雄訳（中央公論美術出版、〈建築篇〉 2004年／〈絵画篇〉 2011年／〈彫刻篇〉 未刊行）- 各・大著
  - 高木昌史編訳「美のチチェローネ」（青土社、2005年）- 絵画篇の抜粋訳
  - 嘉門安雄訳（筑摩書房「著作集」、1948年）- 抄訳・古代篇のみ
- 『イタリア・ルネサンスの文化 Die Kultur der Renaissance in Italien, ein Versuch』、1860年
  - 柴田治三郎訳（中公文庫 上・下、1974年 / 中公クラシックス[4] I・II、2002年）
    - 元版「世界の名著45　ブルクハルト」 中央公論社、1966年、普及版・中公バックス、1979年

  - 新井靖一訳 （筑摩書房、2007年 ※ / ちくま学芸文庫 上・下、2019年）
  - ルネツサンスの文化、間崎万里訳、國民図書（全2巻）、1925年
  - 文芸復興史、山岸光宣訳、世界大思想全集10〈第二期〉 春秋社、1930年　
  - 伊太利文芸復興期の文化、村松恒一郎、藤田健治訳 （岩波文庫（上下）、1931-39年）。数度復刊

没後出版
- 『ギリシア文化史　Griechische Kulturgeschichte』、1897年
  - 新井靖一訳 （筑摩書房 全5巻、1991-93年 / ちくま学芸文庫 全8巻（改訂版）※、1998年）
  - 新関良三訳「ギリシャ文化史」（東京堂出版 全6巻、1948-50年、改訂版1957年）、編訳版
- 『講義録 集成　Gesamtausgabe Vorträge』、1929-34年
  - 新井靖一訳「ブルクハルト文化史講演集」（筑摩書房、2000年）※
  - 谷友幸訳「北方の画匠たち」（世界文学社、1949年）- 抜粋
- 『ルーベンスの回想　Erinnerungen aus Rubens』、1898年
  - 浅井眞男訳 （二見書房、1942年／角川書店、1950年）
  - 新井靖一訳 「ルーベンス回想」（ちくま学芸文庫、2012年）※
- 『イタリア芸術史への寄与』、1898年
- 『世界史的諸考察　Weltgeschichtliche Betrachtungen』、1905年
  - 奥津彦重訳 「世界史的考察」（櫻(桜)井書店、1948年）
  - 樺俊雄訳 （筑摩書房「著作集」、1949年／潮出版社「潮文庫」、1972年） 。後者は改訳版
  - 藤田健治訳 （岩波文庫、1972年 / 二玄社（改訳版）、1981年）。オンデマンド版、2000年
  - 新井靖一訳 「世界史的考察」（ちくま学芸文庫、2009年）※

各※は、電子書籍で再刊

## 伝記研究
- 仲手川良雄 『ブルクハルト史学と現代』（創文社、1977年）※
- 下村寅太郎 『ブルクハルトの世界－美術史家・文化史家・歴史哲学者』（岩波書店、1983年）
  - 別版『著作集9　ブルクハルト研究』（みすず書房、1994年）。随想「私のブルクハルト」を増補
- カール・レーヴィット 『ブルクハルト－歴史の中に立つ人間』（西尾幹二・瀧内槙雄訳、TBSブリタニカ、1977年／ちくま学芸文庫、1994年） 
  - 別訳版『ヤーコプ・ブルクハルト－歴史のなかの人間』（市場芳夫訳、みすず書房、1977年）。訳書は前半部のみ
- 西村貞二 『ブルクハルト　人と思想』（清水書院＜Century books97＞、1991年、新装版2015年）。新書判
- 野田宣雄 『歴史をいかに学ぶか－ブルクハルトを現代に読む』（PHP新書、2000年）※
- ヴェルナー・ケーギ 『ブルクハルトとヨーロッパ像』（坂井直芳訳、みすず書房、1967年、新装版1990年） 
  - 坂井直芳 『ブルクハルトとケーギ』 <リキエスタ>の会、2001年。小冊子解説

ケーギ〈Werner Kaegi, 1901-1979〉は「全集」編者。バーゼル大学教授。大著「ブルクハルト伝」（全7巻、没後完結）を刊行。
晩年（1977年）エラスムス賞〈Erasmus Prize〉を受賞。他に訳書は『ミシュレとグリム』（西澤龍生訳、論創社）がある。
- 角田幸彦 『哲学者としての歴史家ブルクハルト　プラトン、オウィディウス、ルーベンス、精神史と共に』（文化書房博文社、2014年）
- 森田猛 『ブルクハルトの文化史学－市民教育から読み解く』（ミネルヴァ書房〈西洋史ライブラリー〉、2014年）

論考（一部所収）
各・章で「ブルクハルト」論考を収録
- ヴェルナー・ケーギ 『小国家の理念－歴史的省察』（坂井直芳訳、中央公論社、1979年）- 論考集
- ヴェルナー・ケーギ 『世界年代記』（坂井直芳訳、みすず書房、1990年）- 第3章「ランケとブルクハルト」
- ハインリヒ・ヴェルフリン 『美術史論考－既刊と未刊』（中村二柄訳、三和書房）
- フリードリヒ・マイネッケ 『ランケとブルクハルト』（中山治一・岸田達也訳、創文社）※ - 講演録
- ピーター・ゲイ 『歴史の文体　Style in History』（鈴木利章訳、ミネルヴァ書房）

第4章「ブルクハルト　真理を宣べる詩人」
- ウード・クルターマン 『美術史学の歴史』（勝国興・高阪一治訳、中央公論美術出版、1996年）
- エルンスト・カッシーラー 『認識問題4　ヘーゲルの死から現代まで』（山本義隆・村岡晋一訳、みすず書房、1996年）

第三部・第五章「政治史と文化史　ヤーコプ・ブルクハルト」
- ヴィルヘルム・ディルタイ 『全集 第7巻 精神科学成立史研究』（法政大学出版局、2009年）

第4章「歴史家について　イタリア・ルネサンスの文化―ヤーコプ・ブルクハルトの試み」
- ヘイドン・ホワイト 『メタヒストリー　一九世紀ヨーロッパにおける歴史的想像力』（作品社、2017年）

第2部「一九世紀の歴史記述における四種類の「リアリズム」－ブルクハルト　風刺劇としての歴史的リアリズム」
- 『下村寅太郎著作集4　ルネサンス研究　ルネサンスの芸術家』（みすず書房、1989年）- 著作に関する論考を収録（前半部）
- 西村貞二 『歴史学の遠近』 東北大学出版会、1997年

「ブルクハルト書簡集完結」、「ブルクハルトとホイジンガ」ほか関連論考
- 西部邁 『思想の英雄たち　保守の源流をたずねて』 角川春樹事務所〈ハルキ文庫〉、2012年

第6章「進歩への悲観―ヤーコブ・ブルクハルト」（88-102頁に収録）。元版は文藝春秋（1996年）
- 角田幸彦 『キケロにおけるヒューマニズムの哲学』 文化書房博文社、2008年

第5章「<歴史哲学者>ブルクハルトの十九世紀ヨーロッパ論」を収録。
- 森本哲郎 『思想の冒険者たち』 文藝春秋、1982年 -「歴史の巡礼者　ヤーコブ・ブルクハルト」
- 鈴木成高 『世界史における現代』 創文社、1990年※ - 第4章「歴史家たち　ヤーコブ・ブルクハルト」
- 仲手川良雄 『古代ギリシアにおける自由と社会』 創文社、2014年※ - 第5部「ブルクハルトとギリシア史」